# Возвращение в Сонную Лощину
«Возвращение в сонную лощину» (англ. The Hollow) — американский фильм ужасов 2004 года режиссёра Кайла Ньюмана, вышедший сразу на видео. Премьера состоялась 24 октября 2004 года на канале «ABC Family Channel». В России премьера состоялась 4 мая 2005 года.

## Сюжет
Фильм рассказывает историю подростка Иэна Крэнстона, который случайно узнает, что он потомок знаменитого Икабода Крейна. С помощью своей подруги Карен, местного хулигана Броди и старого смотрителя кладбища Клауса Ван Риппера Иэн должен остановить вновь воскресшего Всадника без головы.

## В ролях
| Актёр            | Роль                                 |
| ---------------- | ------------------------------------ |
| Кевин Зегерс     | Иэн Крэнстон                         |
| Кейли Куоко      | Карен                                |
| Ник Картер       | Броди                                |
| Бен Скотт        | Всадник без головы                   |
| Стейси Кич       | смотретель кладбища Клаус Ван Риппер |
| Джадж Рейнхольд  | Карл                                 |
| Лиза Чесс        | Хелен                                |
| Николас Туртурро | шериф Дункан                         |
| Айлин Бреннан    | Джоан Ван Эттен                      |
| Джозеф Маццелло  | Скотт                                |
| Шелли Беннетт    | Эрика                                |
| Мелисса Шуман    | Эмбер                                |
| Зен Геснер       | Маркус                               |
| Наталья Ногулич  | Нэнси Вортен                         |
| Блэйк Шилдс      | Роб                                  |
| Сивелл Уитни     | Гордон                               |
| Адам Гираш       | папа                                 |
| Кайл Ньюман      | чувак из школы                       |

## Номинации и награды
- 2005 — номинация на премию «Cinema Audio Society» в категории «Outstanding Achievement in Sound Mixing for Television — Movies and Mini-Series».
- 2005 — номинация на премию «Золотая плёнка» в категории «Best Sound Editing in Television Long Form — Sound Effects & Foley».

## Отзывы
Фильм получил отрицательные отзывы кинокритиков. На сайте Rotten Tomatoes у фильма 36 % антирецензий.